# Lijst van vlaggen van de Bahama's
Dit is een lijst van vlaggen van de Bahama's.

## Nationale vlag (perFIAV-codering)
|          | Civiele vlag | Staatsvlag | Oorlogsvlag |
| -------- | ------------ | ---------- | ----------- |
| Te land  | · ?          | · ?        | · ?         |
| Te water | · ?          | · ?        | · ?         |

Alle vlaggen hebben een ratio 1:2.

## Vaandels
| Vlag                          | Periode | Functie                       | Beschrijving                         |
| ----------------------------- | ------- | ----------------------------- | ------------------------------------ |
| Geus voor private vaartuigen. |         | Geus voor private vaartuigen. | De handelsvlag met een zwaluwstaart. |